# 鄒樹文
鄒樹文（1884年9月22日—1980年9月17日），名應憲，字樹文，男，江苏吳縣人，中国昆蟲學家，中國近代昆蟲學的奠基人與開拓者之一。民國37年（1948年）在農礦業技師公會當選第一屆立法委員。

## 生平
1907年畢業於京師大學堂優級師範科，授師範科舉人，以內閣中書儘先補用，並加五品銜。1908年赴美國康奈爾大學農學院求學，攻讀經濟昆蟲學，獲農學學士學位。1911年參加全美科學聯合會，並宣讀研究論文，是近代中國學生在美國宣讀昆蟲學論文的第一人。因此，他被選為美國科學榮譽會會員，並獲西格瑪賽（SigmaXi）金鑰匙獎。1912年，他在美國伊利諾大學獲科學碩碩士學位。1913年在美國芝加哥大學研究院從事研究工作。
1915年回國後，鄒樹文歷任南京金陵大學教授、國立北京農業專門學校教授兼農場主任（場長）。1922年任東南大學農科教授兼江蘇省昆蟲局技師，後代理該局局長。1928年轉任浙江省昆蟲局局長。1930年，鄒樹文調任江蘇省農民銀行設計部主任。1932-1941年，被聘為國立中央大學農學院院長。此後，他曾歷任國民政府教育部農業教育委員會常務委員、國民政府農林部專門委員、國民政府貿易委員會蠶絲研究所所長、國立西北農學院院長等職。
中華人民共和國成立後，他曾歷任中山陵園管理委員會委員、江蘇省文史研究館館員、中國農業遺產研究室顧問等職。晚年，鄒樹文從事祖國農業遺產的研究工作，曾校勘明代科學家徐光啟的農學巨著《農政全書》撰寫農史論文多篇

## 社会兼职
曾加入中國科學社、中華農學會、中華職業教育社、中國合作學社、中國建設學會、美國昆蟲學會等組織。

## 著作
- 《民國十八年份浙江省蟲災損失統計及浙江省昆蟲局十七年六月至十八年十月工作概況》，杭州浙江省昆蟲局1929年版，上海圖書館存
- 《浙江省稻作栽培概況》，杭州浙江省昆蟲局1930年版，上海圖書館存
- 《浙江省昆蟲局概要》，杭州浙江省昆蟲局1930年版，上海圖書館存
- 《昆蟲》，上海商務印書館1931年版，上海圖書館存
- 《新生活與鄉村建設》，南京正中書局1935年版，蘇州圖書館存
- 《抗戰與農產》，重慶獨立出版社1938年版，上海圖書館存
- 《中國昆蟲學史》